# Il-Fliegu ta' Ghawdex
Il-Fliegu ta' Ghawdex är ett sund i republiken Malta. Det ligger i kommunen Il-Qala, i den nordvästra delen av landet, mellan öarna Gozo och Comino.